# Christian Pravda
Christian Pravda, né le 8 mars 1927 à Kufstein et décédé le 11 novembre 1994 à Kitzbühel, est un skieur alpin autrichien.
Il était membre du Kitzbüheler Ski Club et était un spécialiste de la descente (champion du monde en 1954 et médaillé olympique de bronze en 1952).

## Palmarès

### Jeux olympiques d'hiver
| Épreuve / Édition    | Descente | Slalom géant                     | Slalom      | Combiné                          |
| JO 1948 Saint-Moritz | —        | Épreuve inexistante à cette date | Disqualifié | —                                |
| JO 1952 Oslo         | Bronze   | Argent                           | 29e         | Épreuve inexistante à cette date |

### Championnats du monde
| Épreuve / Édition    | Descente | Slalom géant                     | Slalom      | Combiné                          |
| JO 1948 Saint-Moritz | —        | Épreuve inexistante à cette date | Disqualifié | —                                |
| Mondiaux 1950 Aspen  | 5e       | 13e                              | 40e         | Épreuve inexistante à cette date |
| JO 1952 Oslo         | Bronze   | Argent                           | 29e         | Épreuve inexistante à cette date |
| Mondiaux 1954 Åre    | Or       | 14e                              | 4e          | Argent                           |

### Arlberg-Kandahar
- Vainqueur du slalom 1954 à Garmisch